# アンダークロック
アンダークロック (Underclocking) とは、クロック同期設計の機器の動作クロックの周波数を下げること。オーバークロックの逆である。以下主にパーソナルコンピュータで行われるそれについて説明する。
アンダークロックの目的は、消費電力や発熱の低減、およびそれに伴う冷却システムの静音化・簡素化・長寿命化である。また組み込み・動作可能なCPUクロックに上限がある場合もあり、そのためにソフトがインストール及び使用可能な上限までクロック周波数を下げる目的で実施されることもある。
オーバークロックと違い、基本的には動作を安定化させ、不安定にすることは少ない。しかし、デジタル回路は、場合によってはクロックを止めたり1Hzといった極端な低速でも正常に動作するよう設計されていることもあるが（「（完全）スタティック設計」と言う）、多くは一定以上のクロックを必要とする（「ダイナミック設計」）。このため、定格として最高だけではなく最低動作周波数も示されている場合があり、その周波数より下げることは、動作を不安定にするリスクがある。

## 実施方法
主に、BIOSの設定、マザーボード上のジャンパピン、ディップスイッチを操作して設定を行う。設定するポイントは2つあり、ひとつはベースクロックを低くすることと、もう一つはCPUクロック倍率を下げることである。両方を下げることもできる。
そういった設定が用意されていないコンピュータでは、クロックモジュールの交換、配線パターン変更など「改造」の領域となる。
以後の説明は、動作クロックを変更しやすいIntel社のIntel Core 2 Quad Q6600を、汎用的なマザーボードに搭載し、ベースクロックは266MHz、クロック倍率は9倍にしている状態を基準にして行う。設定変更の操作に関してはマザーボードの設計に依存するが、どの方法をとっても同じ結果が得られるため特に定めない。また、ベースクロックの周波数の小数部分は切り捨てて表記する。

### ベースクロックを下げる方法によるアンダークロック
- ベースクロックを266MHzから200MHzに変更、クロック倍率はそのまま→200MHz*9=1800MHz
- ベースクロックを266MHzから233MHzに変更、クロック倍率はそのまま→233MHz*9=2097MHz

### クロック倍率を下げる方法によるアンダークロック
- ベースクロックはそのまま、クロック倍率を7.5倍に変更→266MHz*7.5=1995MHz
- ベースクロックはそのまま、クロック倍率を6倍に変更→266MHz*6=1596MHz

### ベースクロックとクロック倍率を下げる方法によるアンダークロック
- ベースクロックを266MHzから233MHzに変更、クロック倍率を7.5倍に変更→233MHz*7.5=1747MHz
- ベースクロックを266MHzから200MHzに変更、クロック倍率を6倍に変更→200MHz*6=1200MHz

## 効果的なアンダークロックを行うために
クロック周波数を下げても、性能を高めに保ちたいならばベースクロックを下げないようにする。ベースクロックはメモリやチップセットなどCPU以外の部分にも影響するためである。従ってベースクロック266MHz・クロック倍率6倍による1596MHz動作と、ベースクロック200MHz・クロック倍率8倍による1600MHz動作と比較すれば前者の方が高性能となる。
ベースクロックの変更は、システムによってはトラブルの原因になりうる。ベースクロックの周波数に伴って、AGPバスやPCIバスの周波数が変化する古い製品では、66MHz以外のベースクロック周波数に変更するのは注意が必要である。
アンダークロックに設定し、しばらく運用してみて特別に問題がなければ、CPUに与える電圧を少し下げてみるとよい。特に発熱を抑えたい目的のアンダークロックならば、この点は取り組む価値がある。ただし電圧を下げて不安定になるようならば元の電圧に戻さなければならない。したがって、電圧を変更する際はどのようにして元の設定に戻すか、その方法を知っておく必要がある。

### リスク
オーバークロックほどのリスクはないが、アンダークロックもリスクがある。CPUの機能により動的にアンダークロックされる場合は問題ないが、BIOSの設定、マザーボード上のジャンパピン、ディップスイッチを操作して設定をアンダークロック行う場合、CPUの駆動電圧も下がるので、ダウンするクロック数に応じてBIOSの設定、マザーボード上のジャンパピン、ディップスイッチを操作してCPUへの供給電圧も下げないとCPUを過電圧で壊してしまう可能性がある。

## 動的なアンダークロック
上述のように設定を個別に変更し、動作速度を意図的に変更するほかにも、マザーボードやOSが連携して、特定条件に合致することでアンダークロックが開始され、その条件から外れたらアンダークロックが終了する機能が存在する。（例：AMDの「Cool'n'Quiet」「PowerNow!」、インテルの「Intel SpeedStep テクノロジ」）
いわゆる省電力機能として知られており、CPUのアイドル率が高い、キーボードやマウスに対して一定時間操作が行われないなどの条件を満たすとアンダークロックになる設定が広く行われている。特にバッテリ駆動のノート型パソコンにおいては重要な機能である。

## アンダークロックで設計されている製品
超小型のノート型パソコンや携帯電話においては、バッテリーの消費や発熱を抑えるために、あえて高周波数で動作するCPUを使い、かつアンダークロック動作させている製品が存在する。消費電力低減によるバッテリの小型化、発熱を抑えることによるヒートシンクなどの小型化を行い、本体を極力小さく設計するためのアプローチである。
- ASUS Eee PC（Celeron M 900MHzを搭載し、630MHz動作）
- 富士通 F-07C（Atom Z650 1.2GHzを搭載し、600MHz動作 ）

等がある。
これらの機種のCPUを定格動作させる改造・調整手段も存在するが、機器全体は低いクロックでの設計となっているため、事実上はオーバークロックとなる（バッテリーの持続時間が極端に短くなるなど）。
極端な例としては、電池の持続時間を最重視したポケットコンピュータなどでは、クロック周波数を倍にしても動作するものがあった（当然電池の消耗が激しく、常用には向かないので切替え式に改造されることが多かった）。